# Monsters (film)
Monsters is een Britse avonturenfilm uit 2010 onder regie van Gareth Edwards.

## Verhaal
In de proloog van de film wordt uitgelegd hoe de NASA zes jaar geleden buitenaards leven ontdekte in de Melkweg. Een sonde nam stalen van het organisme. Bij terugkeer ontplofte de sonde boven Mexico waardoor de helft van het land sindsdien als geïnfecteerde zone wordt gezien. Het buitenaards organisme heeft zich verder kunnen ontwikkelen en voortplanten. Zowel het Amerikaanse als Mexicaanse leger doen continue aanvallen om de wezens te vernietigen. Uit vrees voor een verdere uitbreiding werd tussen Mexico en de Verenigde Staten een muur gebouwd.
Vervolgens wordt een nachtscène getoond waar een Amerikaanse legereenheid wordt aangevallen door een metershoog wezen met diverse tentakels. Een burger draagt een vrouw weg uit de chaos. Even later wordt het monster meer dan waarschijnlijk gedood door een luchtaanval van het leger.
De film gaat dan enkele dagen terug in de tijd. Fotograaf en reporter Andrew Kaulder wordt opgebeld door zijn werkgever. Hij geeft Andrew de opdracht om zijn dochter Samantha in Mexico op te sporen en haar veilig naar Amerika te brengen. Samantha ligt in het ziekenhuis nadat ze haar pols verstuikte. Het koppel vertrekt met de trein richting Amerika, maar op een goede 150 km van de grens zijn de treinsporen beschadigd en kan de trein niet verder. Andrew en Samantha komen terecht bij een boerenfamilie waar ze vernemen dat alle zee- en luchtverkeer binnen enkele dagen zal worden afgesloten voor zes maanden. Daarop beslissen ze om liftend zo snel mogelijk in de haven te geraken.
Eenmaal daar vernemen ze dat er nog slechts één zitplaats is op de ferry die de volgende ochtend vertrekt. De reder profiteert van de situatie en vraagt 5000 Amerikaanse dollar voor een ticket. Uiteindelijk koopt Andrew dit ticket voor Samantha. 's Nachts vernemen Andrew en Samantha van de lokale bevolking dat de monsters enigszins vredelievend zijn, maar dat ze voornamelijk aanvallen uit zelfbehoud, hoewel daar niet echt bewijs voor is. De volgende ochtend blijkt dat Andrew werd bestolen en dat zowel hun identiteitskaarten als Samantha's ticket verdwenen zijn. De reder laat daarom Samantha niet toe op de ferry. Volgens hem is er nog een optie: een tocht over het land. Omdat de reder daarvoor personeel moet inschakelen en hier en daar mensen moet omkopen om toegang te verlenen, vraagt hij nogmaals 10000 Amerikaanse dollar. Samantha geeft haar verlovingsring met diamanten als betaalmiddel.
De tocht start met een speedboot, maar de volgende dag blijken ze met een bewapende escorte verder te voet te moeten tot aan het volgende kamp. Daar kunnen ze verder met auto's. Tijdens de autorit wordt het konvooi aangevallen door een monster. Op Andrew en Samantha na overleeft niemand dit. Omdat de auto's verwoest zijn, dienen ze hun tocht te voet te vervolgen. De volgende nacht slapen ze op een oude tempel niet ver van de Amerikaanse grens. Het is al snel duidelijk dat de enorme muur gaten vertoont en dat de monsters ondertussen ook in de Verenigde Staten zitten.
In Amerika komen ze aan bij een verlaten tankstation. Omdat alle nutsvoorzieningen nog werken, belt Andrew naar de hulpdiensten om hen op te halen. 's Nachts kruipt een monster op het dak van het tankstation en tast met zijn tentakels doorheen het gebouw. Het monster lijkt interesse te hebben voor de televisie. De straling en het beeld van de televisie worden opgenomen door de tentakels. Nadat Samantha de stekker uit het stopcontact haalt, richt het monster zijn interesse op de lcd-verlichting op het dak van het station. Even later komt een tweede monster aan het station. Samantha en Andrew zijn verbaasd dat de wezens onderling communiceren. Even later verdwijnen de monsters zonder enige vorm van ravage of aanvallen uit te lokken.
Daarop komt een legereenheid die Samantha en Andrew komt ophalen. Het wordt duidelijk dat de openingsscène zich niet veel later zal afspelen.

## Rolverdeling
| Acteur        | Personage       |
| ------------- | --------------- |
| Whitney Able  | Samantha Wynden |
| Scoot McNairy | Andrew Kaulder  |
| Kevon Kane    | Josh Jones      |